# Пробуждение (Саратовская область)
Пробуждение — посёлок в Энгельсском районе Саратовской области России. Административный центр Новопушкинского муниципального образования (сельского поселения).

## Географическое положение
Посёлок располагается вдоль автодороги Р236, граничит с южной окраиной города Энгельса.

## История
29 сентября 1930 года была организована Огородная артель «Пробуждение». Артель выращивала множество видов овощей, а также яблони и вишневые деревья.
17 февраля 1932 года артель переименовали в плодоовощную ферму «Большевик». В 1951-1957 годах колхоз «Пробуждение» был переименован в колхоз «им. Ленина». В 1959 году Пробуждение входит в состав II отделения совхоза «Энгельсский».
27 сентября 1985 года был открыт детский сад.
В августе 1992 года появилась детская музыкальная школа.
В октябре 1994 — Дом культуры.
1 сентября 1996 года в Пробуждении была открыта Средняя школа. До этого, сельские дети обучались в соседнем посёлке «Новопушкинское», куда детей каждое утро возили специальные автобусы, делая по несколько рейсов утром и вечером.
В 2009 году к западу от Пробуждения было открыто крупное «Эльтонское кладбище».
29 ноября 2019 года в поселке состоялось торжественное открытие парка «Мечта».
В Пробуждении имеются: Средняя школа, Детский сад комбинированного вида, Дом культуры «Пробуждение», Детская школа искусств. В южной части посёлка располагается крупнейшая в Энгельсском районе оптовая база.

## Население
| 2002 | 2010  | 2021  |
| ---- | ----- | ----- |
| 3415 | ↗3448 | ↘3414 |

## Достопримечательности
В 2015 году в Пробуждении была открыта мемориальная плита в честь Героев ВОВ.